# 前591年
| 千纪： | 前1千纪 |
| 世纪： | 前7世纪 \| 前6世纪 \| 前5世纪 |
| 年代： | 前620年代 \| 前610年代 \| 前600年代 \| 前590年代 \| 前580年代 \| 前570年代 \| 前560年代                                                                                       |
| 年份： | 前596年 \| 前595年 \| 前594年 \| 前593年 \| 前592年 \| 前591年 \| 前590年 \| 前589年 \| 前588年 \| 前587年 \| 前586年                                                         |
| 纪年： | 周定王十六年 魯宣公十八年 齐顷公八年 晉景公九年 秦桓公十三年 宋文公二十年 楚庄王二十三年 衛穆公九年 陈成公八年 蔡景侯元年 曹宣公四年 郑襄公十四年 燕宣公十一年 杞桓公四十六年 |

## 大事記
- 晉景公率领晋国军队、太子臧率领卫国军队攻打齐国，军至阳谷。
- 邾国攻打鄫国，殺死鄫君。
- 楚莊王之子熊審繼位，為楚共王。
- 魯宣公之子黑肱繼位，為魯成公。

## 逝世
- 楚莊王，春秋五霸之一。
- 魯宣公